# Palicourea jelskii
Palicourea jelskii är en måreväxtart som beskrevs av Paul Carpenter Standley. Palicourea jelskii ingår i släktet Palicourea och familjen måreväxter.
Artens utbredningsområde är Peru. Inga underarter finns listade i Catalogue of Life.